# Adutora Madalena
A Adutora Madalena é uma adutora localizada nos municípios de Itatira e de Madalena, que transporta as águas do Açude Umari. Tem a função de filtração, desinfecção de águas. Com a extensão de 43,69 km, abastece cerca de 7.704 habitantes.,